# Valeggio sul Mincio
Pour l’article homonyme, voir Valeggio.
Valeggio sul Mincio est une commune italienne de la province de Vérone dans la région Vénétie en Italie.

## Administration
| Période                                  | Période | Identité | Étiquette | Qualité |
| ---------------------------------------- | ------- | -------- | --------- | ------- |
|                                          |         |          |           |         |
| Les données manquantes sont à compléter. |         |          |           |         |

### Hameaux
Salionze, Borghetto, Vanoni e Remelli

## Histoire
- La bataille de Borghetto est une bataille de la Première Coalition, qui eut lieu le 30 mai 1796 entre l'armée française de Bonaparte forte d'environ 38 400 hommes, contre les austro-napolitains, soit environ 8 000 hommes. L’issue de la bataille fut une victoire française. 

### Communes limitrophes
Castelnuovo del Garda, Marmirolo, Monzambano, Mozzecane, Peschiera del Garda, Ponti sul Mincio, Roverbella, Sommacampagna, Sona, Villafranca di Verona, Volta Mantovana